# Ma Shujie
Ma Shujie (chinesisch 马淑洁; * 1942 in Hulan, Heilongjiang) ist eine ehemalige Politikerin der Kommunistischen Partei Chinas (KPCh), die zwischen 1993 und 2004 Vizegouverneurin der Provinz Heilongjiang war.

## Leben
Ma Shujie wurde 1964 Mitglied der Kommunistischen Partei Chinas (KPCh) und absolvierte ein Studium an der Universität für Wissenschaft und Technik Heilongjiang. Nach dessen Abschluss war sie zwischen 1965 und 1966 selbst Dozentin an der Universität für Wissenschaft und Technik Heilongjiang sowie im Anschluss Mitglied der Gruppe für sozialistische Bildungsarbeit des Kreisausschusses des Kreises Mishan. Nachdem sie von 1971 bis 1975 Dozentin und Sekretärin des Parteikomitees an der Technischen Universität Harbin, war sie zum Ende der Kulturrevolution 1975 Arbeiterin an der Kaderschule „7. Mai“ im Kreis Liuhe. Im Anschluss war sie von 1975 bis 1978 Mitglied des Ständigen Ausschusses des Parteikomitees der Technischen Universität Harbin sowie danach von 1978 bis 1983 Mitglied des Ständigen Ausschusses des Parteikomitees der Universität für Wissenschaft und Technik Heilongjiang. Zugleich fungierte sie von 1978 bis 1982 erst als stellvertretende Sekretärin des Parteikomitees sowie danach zwischen 1982 und 1983 auch als Sekretärin des Parteikomitees dieser Universität.
Daraufhin bekleidete Ma Shujie zwischen 1983 und 1985 den Posten als stellvertretende Leiterin des Amtes für höhere Bildung der Provinz Heilongjiang und war in dieser Zeit auch Mitglied der Parteiführungsgruppe dieses Amtes. Anschließend fungierte sie von 1985 bis 1986 als stellvertretende Direktorin der Bildungskommission der Provinz Heilongjiang sowie als Mitglied der Parteiführungsgruppe dieser Kommission. Sie war zwischen 1986 und 1988 stellvertretende Leiterin der Organisationsabteilung des Parteikomitees der Provinz Heilongjiang und danach von 1988 bis 1990 Leiterin der Kaderabteilung für Veteranen sowie Mitglied des Ständigen Ausschusses des Parteikomitees dieser Provinz.
1988 wurde sie außerdem Mitglied des Ständigen Ausschusses des Nationalen Volkskongresses, ein Komitee mit etwa 150 Mitgliedern des Nationalen Volkskongresses, welcher zwischen Plenartreffen des Nationalen Volkskongresses einberufen wird und gemäß der Verfassung der Volksrepublik China Gesetzgebungen innerhalb einer vom Volkskongress gestellten Frist bearbeitet, womit er de facto das Parlament der Volksrepublik ist, und gehörte diesem Gremium bis 1993 an. Des Weiteren war sie von 1988 bis 1993 auch Mitglied des Ständigen Ausschusses der Politischen Konsultativkonferenz des chinesischen Volkes (PKKCV). Zugleich war sie zwischen 1990 und 1992 Vize-Bürgermeisterin von Harbin und Mitglied des Ständigen Ausschusses des Parteikomitees der Stadt. Danach fungierte sie von 1992 bis 1993 als Assistentin des Gouverneur von Heilongjiang Shao Qihui und war in dieser Funktion auch Mitglied der Parteiführungsgruppe der Volksregierung der Provinz. 1993 wurde sie Vize-Gouverneurin von Heilongjiang und war in dieser Position bis zu ihrer Ablösung durch Li Zhanshu 2004 Stellvertreterin der Gouverneure Shao Qihui (1993–1995), Tian Fengshan (1995–1999), Song Fatang (2000–2003) und Zhang Zuoji (2003–2004). Sie war ferner auch weiterhin Mitglied der Parteiführungsgruppe der Volksregierung der Provinz.